# Макс Бауер
Макс Герман Бауер (нім. Max Hermann Bauer; 31 січня 1869, Кведлінбург — 6 травня 1929, Шанхай) — німецький офіцер, оберст Імперської армії. Кавалер ордена Pour le Mérite з дубовим листям.

## Біографія
Вступив до лав німецької армії в 1890 році. У 1905 році отримав посаду в генштабі. Пізніше став фахівцем з артилерії і протягом Першої світової війни брав участь, крім іншого, в штурмі фортеці Льєж в Бельгії в 1914 році. До липня 1915 року домігся розвитку німецької промисловості з виробництва боєприпасів. Є автором брошури по оборонній тактиці.
Після війни Бауер брав участь в Каппському путчі. Після його провалу був змушений покинути Німеччину і працював в якості військового радника в СРСР, Іспанії та Аргентині. Повернувся на батьківщину в 1925 році після загальної амністії учасників путчу.
У 1926 році китайський інженер і ректор університету ім. Сунь Ятсена в Гуанчжоу, Чжу Цзяхуа, запропонував Бауеру стати військовим і економічним радником в Китаї. У 1927 році Бауер зустрівся з Чан Кайші, який найняв його в якості радника, бажаючи використати його зв'язки, щоб отримати більше зброї і технічної допомоги з Німеччини.
У 1928 році Бауер повернувся до Німеччини з метою налагодити контакти з німецькими промисловцями і армією. Через умови Версальського договору в Німеччині, однак, було складно організувати випуск будь-якої військової продукції. До того ж Бауер був persona non grata по відношенню до німецького уряду через його участі в путчі. Проте, Бауеру все ж вдалося сприяти укладенню торгових угод з Китаєм і встановити зв'язки з секретною німецької місією в Нанкіні.
Коли Бауер повернувся в Китай, він запропонував сформувати кілька невеликих, але добре навчених і озброєних військових з'єднань як ядра китайської армії і, як доповнення до них, безліч місцевих ополчень. Чан Кайші відхилив його ідею, оскільки припускав, що організація місцевих ополчень привела б до концентрації військової влади на місцях. Однак Бауеру вдалося ініціювати переміщення Академії Вампу з Гуанчжоу в Нанкін, де вона стала центральною військовою академією, і укомплектувати її викладацький склад німецькими інструкторами. Він запросив 20 німецьких офіцерів в Китай для того, щоб вони працювали там інструкторами з бойової підготовки та військової розвідки. Формально Бауер був економічним радником Кайші і займався питаннями розвитку інфраструктури.
Макс Бауер помер від віспи 6 травня 1929 року. Можливо, він був навмисно інфікований за вказівкою одного з своїх недоброзичливців, оскільки він був єдиною людиною в регіоні, який підхопив цю недугу. Був похований в Китаї з військовими почестями. Його тіло пізніше було повернуто до Німеччини і перепоховано в місті Свінемюнде 5 серпня 1929 року.

## Нагороди
Отримав численні нагороди, серед яких:
- Столітня медаль
- Хрест «За вислугу років» (Пруссія) (1913)
- Залізний хрест 2-го і 1-го класу
- Pour le Mérite з дубовим листям
  - орден (19 грудня 1916)
  - дубове листя (28 березня 1918)